# La Légende de Musashi
Pour le film de Tomu Uchida, voir La Légende de Musashi Miyamoto.
Pour l’article homonyme, voir Miyamoto Musashi.
Série Trilogie Samouraï
Duel à Ichijoji
(1955)
Pour plus de détails, voir Fiche technique et Distribution.
La Légende de Musashi (宮本武蔵, Miyamoto Musashi) est un film japonais réalisé par Hiroshi Inagaki, sorti en 1954 et relatant la vie légendaire du samouraï Miyamoto Musashi. Il est le premier film de la Trilogie Samouraï.

## Synopsis
Avant de devenir le légendaire samouraï qui s'appellera Musashi Miyamoto, le film s'intéresse au jeune homme encore appelé Takezo, impulsif, violent, inculte mais également fort, habile et désireux de s'illustrer au combat.
Lors de la bataille de Sekigahara, Takezo et son ami Matahachi se retrouvent du côté des vaincus. Obligés de s'enfuir pour survivre, après plusieurs péripéties, les deux amis se séparent. Matahachi, bien que fiancé à Otsu, une jeune femme de son village natal, décide d'escorter des femmes rencontrées en chemin pour Kyoto. Takezo rejoint, seul, la famille de Matahachi et leur annonce que ce dernier est toujours vivant. Incrédule, la mère de Matahachi soupçonne Takezo d'avoir abandonné son fils et tente de le faire arrêter.
Finalement capturé par le moine bouddhiste Takuan Sōhō, Takezo passe trois années de réclusion et d'études, malgré l'intervention d'Otsu, amoureuse de lui. Il sortira sous le nom de Musashi Miyamoto, apprenti samouraï et partira en voyage afin de compléter son entraînement, abandonnant Otsu, qui l'a attendu durant sa captivité.

## Fiche technique
- Titre : La Légende de Musashi
- Titre original : 宮本武蔵 (Miyamoto Musashi?)
- Réalisation : Hiroshi Inagaki
- Scénario : Hiroshi Inagaki et Tokuhei Wakao d'après la pièce de Hideji Hōjō et le livre d'Eiji Yoshikawa
- Photographie : Jun Yasumoto
- Production : Kazuo Takimura
- Société de production : Tōhō
- Musique : Ikuma Dan
- Pays d'origine :  Japon
- Langue originale : japonais
- Format : couleurs — 1,33:1 — 35 mm — son mono
- Genre : film d'aventures, film biographique, jidai-geki
- Durée : 94 minutes[1] (métrage : 13 bobines - 2 566 m[1])
- Dates de sortie :
  - Japon : 26 septembre 1954[1]
  - États-Unis : 9 janvier 1956[2]
  - France : 4 août 1993[3]

## Distribution
- Toshirō Mifune : Shinmen Takezō / Miyamoto Musashi
- Rentarō Mikuni : Honiden Matahachi
- Kuroemon Onoe : Takuan Sōhō
- Kaoru Yachigusa : Otsu
- Mariko Okada : Akemi
- Mitsuko Mito : Oko, la femme de Matahachi
- Eiko Miyoshi : Osugi, la mère de Matahachi
- Akihiko Hirata : Seijuro Yoshioka
- Kusuo Abe : Temma Tsujikaze
- Eitarō Ozawa : Terumasa Ikeda

## Distinctions
- 1956 : Oscar du meilleur film en langue étrangère[4]